# Vytautas Mažiulis
Vytautas Juozapas Mažiulis, né le 20 août 1926 à Rokėnai (en) en Lituanie et mort le 11 avril 2009 à Vilnius, est un linguiste lituanien renommé pour ses contributions en philologie des langues baltes et des langues indo-européennes, et en particulier un spécialiste du vieux-prussien.

## Biographie
Il étudia la philologie classique de 1947 à 1952 à l'Université de Vilnius, et reçut son titre de docteur en 1956 à l'Université d'État de Moscou avec une thèse sur les numéraux lituaniens. 
En collaboration avec le professeur Jonas Kazlauskas (en), il fonda la revue de linguistique Baltistica (lt). 

## Œuvres
- Baltų ir kitų indoeuropiečių kalbų santykiai (« Relations entre le baltique et les autres langues indo-européennes »), Vilnius, 1970 ;
- Prūsų kalbos paminklai (« Vestiges de la langue prusse »), tome I, Vilnius, 1966 ;
- Prūsų kalbos paminklai (« Vestiges de la langue prusse »), tome II, Vilnius, 1981 ;
- Prūsų kalbos etimologijos žodynas (« Dictionnaire étymologique du prussien »), 4 volumes, Vilnius, 1988-1997 ;
- Prūsų kalbos istorinė gramatika (« Grammaire historique du prussien »), Vilnius, 2004 ;
- Из диахронической морфологии славянских и балтийских языков (« Sur la morphologie diachronique des langues baltes et des langues slaves »), en collaboration avec Vladimir Zhuravlev (ru), 1978 (en russe).